# Boscs tropicals de les Illes Trobriand
Els boscs tropicals de les Illes Trobriand són una ecoregió de bosc pluvial tropical d'espècies de fulla ampla que cobreix l'arxipèlag situat al sud-est de Papua Nova Guinea.
Les illes d'aquesta ecoregió han estat separades de la Nova Guinea continental des del Plistocè superior, i gran part de la biota és única, incloent-hi quatre espècies de mamífers i dues espècies de plantes d'aus del paradís. L'ecoregió abasta 1.600 km2.

## Geografia
L'ecoregió inclou diversos grups d'illes situats a l'est de la península oriental de l'illa de Nova Guinea, dins de la província de Milne Bay, incloent-hi els arxipèlags de les illes d'Entrecasteaux i les illes Trobriand, i l'illa de Woodlark. La part més gran de l'ecoregió i la més propera al continent de Nova Guinea està formada per tres illes principals del grup d'Entrecasteaux: l'illa Goodenough, l'illa Fergusson i l'illa Normanby.

## Flora
Les illes Trobriand i l'illa Woodlark consisteixen principalment en selva tropical de terres baixes sobre substrats calcaris. Les illes Goodenough, Fergusson i Normanby consisteixen principalment en selva tropical de terres baixes sobre sòl àcid.
Els principals gèneres d'arbres selvàtics de la regió són Pometia, Octomeles, Alstonia, Campnosperma, Canarium, Dracontomelon, Pterocymbium, Cryptocarya, Intsia, Ficus, i Terminalia.
Espècies significatives d'espècies arbòries:
- Alstonia breviloba
- Alstonia rubiginosa
- Canarium vitiense
- Dracontomelon dao
- Intsia bijuga
- Octomeles sumatrana
- Pometia pinnata
- Terminalia catappa

## Fauna
Espècies animals natives de l'ecoregió són: 
- Echymipera davidi
- Phalanger lullulae
- Dorcopsis atrata
- Dactylopsila tatei
- Nyctimene major
- Kerivoula agnella
- Pipistrellus collinus
- Chiruromys forbesi
- Ratpenat de nas tubular gegant
- Cuscús de l'illa Woodlark

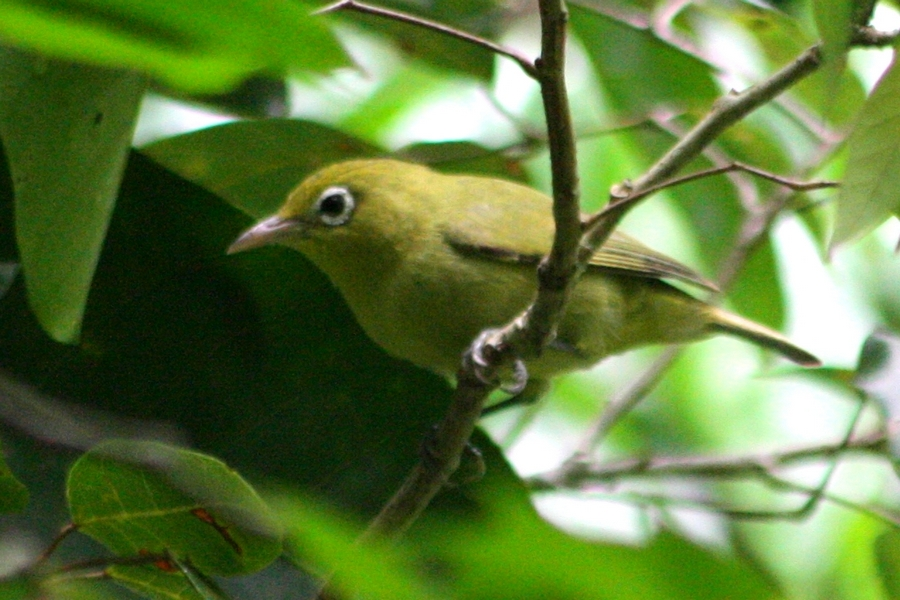
Zosterops de les Louisiade a l'illa de Duchess Island, de les illes d'Entrecasteaux.

Les illes Trobriand i l'illa Woodlark consisteixen principalment en selva tropical de terres baixes sobre substrats calcaris. Les illes Goodenough, Fergusson i Normanby consisteixen principalment en selva tropical de terres baixes sobre sòl àcid.

## Trets i conservació
Les principals amenaces a l'ecoregió inclouen la tala d'arbres per part d'empreses estrangeres i la conversió d'hàbitats en terres agrícoles.